# 宾路易师母
賓路易師母（Mrs. Jessie Penn-Lewis，1861年2月28日—1927年8月15日）她是一位18-19世紀具影響力的英國基督教作家、演講者，一生宣揚十字架的信息和屬靈爭戰。  她是近代更正教重要的屬靈神學思想家，很多著作被廣泛地翻譯成不同語言，影響及於世界各地。她與伊凡·羅伯斯（Evan Roberts ，1878－1951）曾一同領導了歷史上最大的一次教會復興運動——1904年－1905年的威爾斯大復興。

## 早年
賓路易師母於1861年2月28日在英國南部威爾斯尼斯城鎮（Neath, South Wales）出生。她的家庭背景受加爾文循道宗（Calvinistic Methodist）影響。她的祖父是鍾士撒母耳（Samuel Jones），他是一位美以美會加爾文派的著名牧師；母親亦是一名禁酒運動的工作者，她就是在一個基督教氣息濃厚的環境下長大，亦受當時的敬虔主義和聖潔運動（Holiness Movement）影響。由於她自小的身體孱弱，十歲時期，被父母送到天鵝海（Swansea）的一間寄宿學校讀書，她的讀書生涯因健康而不斷轉換環境。

## 重生與奉獻
19歲那年，賓路易師母與威廉·佩恩-劉易斯（William Penn-Lewis）結婚，隨後他們搬到伯來登（Brighton）居住。結婚一年多時間後，她對主再來信息很被觸動，她認為自己屬靈狀態低落，還未預備好朝見主，驅使她開始認真尋求主，過程中曾多次為自己的罪去痛悔流淚。 
1882年元旦，經歷重生。在23歲生日那天，1884年2月28日，她奉獻一生在祭壇上。 

## 更深的經歷

### 轉向聖靈
她早年受到慕安得烈（Andrew Murray） 的《基督的靈》（Spirit of Christ）和蓋恩夫人（Madame Guyon）的《屬靈的渦流》（Spiritual Torrents）影響。特別在《基督的靈》一書，她認識到「天然的人」絕不能事奉神，人必須有從上面來的能力澆灌。這時，她的生命和事奉都有了重大的改變，更令她迫此地追求聖靈充滿的經驗和能力，特別在講道上的能力。  
她曾於自己著作《服事與爭戰的能力》（Power for Service and Warefare）一書中寫到： 
「我說，我必須直接到神那裡，求衪給我證明，衪是否要賜我能力來服事衪，使我在講道事上能得釋放，好像使徒在五旬節的經歷一樣。」

### 主觀的十字架
從年青時期，她與母親同樣碎心於禁酒運動中，曾加入成為母親的助手，後來更是禁酒運動的領袖。自1886年起，她參與女青年會（YWCA）工作，主要是帶領查經班，曾充任榮譽幹事，也曾協助圖書館的管理。當她不斷一心尋求主和能力時，在1892年，她在研讀羅馬書6章時有一種新的體會，就是過去強調透過受聖靈的洗去追求能力，轉向以十字架為中心的信息，她認為要得著能力，必須不斷冶死老我。
宣揚十字架是神工作的中心和一切屬靈事物的根基，十字架要對付舊人，“釘死”“己”、“肉體”和“魂生命”，使人脱離這轄制。强調不是"作"，而是"死"。 
賓路易師母深受南非基督徒領袖慕安德烈的影響，她的著作經常引用和参考慕安德烈的著作。

### 服事及晚年
自1892年起，她在不同的女青年會（YWCA）場合開始擔任演講和佈道服事，在四年期間，每年參加女青年會從 6,900 人增加到近 13,000 人。期後一年，她在自己的故鄉尼斯成立女青年會的分會。在1895年，她受邀在在米爾德梅會議（Mildmay）上擔任發言人。 她在會議上的信息以小冊子的形式出版《通往上帝的生命之路》（The Pathway to Life in God）。  這是賓夕法尼亞州劉易斯出版的第一本書，被認為是她文學生涯的開始。 這本書被翻譯成其他語言，據報導分發了 75,000 冊。自1896至1915年期間，她周遊不同城方，亦是她的演講事工的一部分；她分別到訪了瑞典、賓夕法尼亞州、丹麥貝爾法斯特、英格蘭的各個城市、芬蘭大公國、俄羅斯帝國、蘇格蘭、南威爾士、印度等地。她是一位出眾的公開演說家。

在1899春天，她因健康惡化，被迫暫停英國女青年會的工作，到聖彼得堡安靜休養。在此期間寫下了對聖經《雅歌》的默想，名為《隱藏的泉源》（The Hidden Ones）。
從1909年起，她開始編制一份月刊《得勝者》（The Overcomer），但在1914年因第一次世界大戰爆發，加上她的肺病復發，被迫中止所有事奉，直到1920年，《得勝者》復刊，以季刊形式出版。她繼續主領大型的培靈聚會。
在1925年3月24日，與她結婚 45 年一直支持她的事工的丈夫去世。在1926年至1927年間，她自己曾有三次挨近死亡之門，每次都靠眾人代禱，以及她堅強的生命繼續醉心服事。
縱然，晚年她的身體每況愈下，當她仍有生命氣息時，仍不忘出外繼續宣講神的信息，而她最後一次公開講道是在蘭君諾（Llandrindod）。1927年8月13日，她的身體情況急轉直下，被醫生診斷她的心臟衰竭，並有肺炎的現象。過了兩天，即8月15日賓路易師母去世，終年66歲。

## 威爾斯大復興
1904年12月至1905年5月，賓路易師母和羅伯斯伊凡（Roberts Evan）（1878－1951）都是20世紀初空前的威爾斯大復興的中堅分子，那是現代教會歷史上最大的一次復興。她曾與羅伯斯伊凡與兩人於是合作寫了《聖徒的爭戰》（War on the Saints）。

1896年，在開西大會（Keswick Convention），有十三位威爾士人一起禱告，求神賜給他們一個「威爾斯」大會，使他們的靈命更進深，到時機成熟，他們找了賓路易師母商量， 她是領導此大會的一位女講員之一。她在 1903 年開始的威爾斯開西會議（Welsh Keswick）、蘭君諾韋爾斯會議（Llandrindod Wells Convention）有著持續發展的影響；1903 年與1905年間，她數次在威爾斯的聖潔復興運動中，傳講十字架的信息，為當地帶來大復興。此外，她還擔任整場威爾斯大復興運動的編年史家及教義指南，她絕對是整場大復興的見證人，歷時三年之久的大會，每個禮拜，她會寫一篇報道登載在《信心生活報》（The Life of Faith)上。首先是記錄大復興的情況，然後用神的話語勉勵、提醒人心。

## 史百克
1920年代初期，伦敦東南部之森林山（Forest Hill，屬於刘易舍姆区）的贵橡浸信会教堂（Honor Oak Baptist Church）的青年牧师史百克（Austin Sparks，1885－1971）参加宾路易师母在伦敦的伊克里斯大厅每月一次的教牧同工聚会，深受吸引。宾路易师母也对史百克的恩赐和所流露的生命极其赏识，有意指定史百克为她职事的继承人。

但到了1926年，史百克与宾路易师母出现看法上的分歧，开始在贵橡路13号（B,Honor Oak Road），另外成立基督徒交通中心（Christian Fellowship Centre）。这次分裂，对宾路易师母的身心，构成了重大的打击。

## 倪柝声
宾路易师母对于主观十字架和属灵争战的观点，对中国基督徒领袖倪柝声的影响极其深远。他的名著《属灵人》，即受到她的启发。

## 著作
- 《各各他的十字架》。——1903年7月的开西大会上，宾路易师母向5,000人传讲她的中心信息《各各他的十字架》。
- 《圣徒灵战》（War on the Saints），与罗伯斯合著
- The Awakening in Wales & Some of the Hidden Springs
- The Spiritual Man
- The Centrality of the Cross
- Thy Hidden Ones
- Dying to Live
- Conquest of Caanan
- All Things New
- Face to Face
- Story of Job
- Fruitful Living
- Life in the Spirit
- Opened Heavens